# Orășeni (okręg Harghita)
Orășeni (węg. Városfalva) – wieś w Rumunii, w okręgu Harghita, w gminie Mărtiniș. W 2011 roku liczyła 240 mieszkańców.